# Paul Grünert
Pour les articles homonymes, voir Grünert.
Paul Ferdinand Alexandre Grünert (né le 12 janvier 1861 à Magdebourg et mort le 17 avril 1935 à Munich) est un lieutenant général prussien qui participe à la Première Guerre mondiale. Il occupe des postes d'officiers d'état-major sur le front de l'Est et des postes opérationnels à tête d'unités de l'armée allemande.

## Biographie

### Début de carrière
Grünert rejoint le 24 février 1880 en tant que porte-drapeau dans le 9e régiment de dragons de l'armée prussienne. En 1895, il est affecté au Grand État-Major en tant que Rittmeister. En 1901, il devient premier officier d'état-major de la 15e division d'infanterie et en tant que tel promu au grade de major. En 1904, Grünert devient le premier officier d'état-major du 7e corps d'armée à Münster. De 1906 à 1908, il est professeur à l'Académie de guerre avant de devenir chef d'état-major du 8e corps d'armée à Coblence. À ce poste, il est promu colonel en avril 1911. En janvier 1912, Grünert commande le 6e régiment de dragons et l'année suivante la 13e brigade de cavalerie. En avril 1914, il est promu général de division.

### Première Guerre mondiale
Lors de la mobilisation pour la Première Guerre mondiale, Grünert est nommé haut quartier-maître à l'état-major général de la 8e armée sur le front de l'Est. Début novembre 1914, il devient chef d'état-major de la 9e armée, puis en août 1915 chef d'état-major du Groupe d'Armées Prince Léopold. Pour la prise de Varsovie, Grünert est décoré par le roi de Bavière Louis III de la croix de commandeur de l'Ordre Militaire de Maximilien-Joseph et par Guillaume II de l'Ordre de l'Aigle rouge de 2e classe avec des feuilles de chêne et des épées.
Après un arrêt maladie, en janvier 1916, il remplace Thaddäus von Jarotzky à la tête de la 25e division de réserve stationnée à cette époque en Argonne. En avril de cette année, Grünert intègre l'état-major général, en tant que chef d'état-major de la 2e armée commandée par le général Fritz von Below. Après le début de la bataille de la Somme en juillet, il est remplacé par Fritz von Lossberg, il est envoyé sur le front de l'Est diriger la 3e division d'infanterie. En septembre 1916, il est muté à la tête de la 119e division d'infanterie qui combat dans l'armée du Sud sur la Narajowka. Le 13 novembre 1917, il quitte cette division pour prendre à partir 19 novembre 1917 la direction de l'école d'état-major de Valenciennes. Le 27 janvier 1918, il est promu lieutenant général.
Grünert prend ensuite le commandement le 22 février 1918 de la 21e division d'infanterie et dirige temporairement le 39e corps de réserve (de). Le 3 mai 1918, il reçoit l'ordre Pour le Mérite. Le 6 août 1918, Grünert devient le chef du 40e corps de réserve. À ce moment-là, le corps d'armée forme l'aile gauche de la 6e armée à Lens. Au cours des combats du mois d'août et d'automne, il est contraint de se replier avec son corps d'armée sur la position d'Anvers-Meuse qu'ils tiennent jusqu'à l'armistice. Après la signature de l'armistice, Grünert conduit le 40e corps de réserve en Allemagne. La démobilisation de son unité réalisée, il présente sa démission. Il est ensuite mis à disposition.

## Travaux
- Königlich Preußisches Magdeb. Dragoner-Regiment Nr 6. Mainz Heithof bei Hamm (Westf.) 1936. (DNB 580037673)